# Lauda-Königshofen
Lauda-Königshofen là một thị xã ở Main-Tauber district in Baden-Württemberg, Đức. Đô thị này tọa lạc bên sông Tauber, 7 km về phía đông nam của Tauberbischofsheim, and 30 km về phía tây nam của Würzburg.

## Các khu phố
| Lauda        | 5.745 | 12.55 |
| Königshofen  | 2.815 | 13.81 |
| Gerlachsheim | 1.888 | 8.75  |
| Unterbalbach | 1.634 | 5.18  |
| Oberlauda    | 742   | 6.96  |
| Oberbalbach  | 698   | 7.99  |
| Heckfeld     | 470   | 14.68 |
| Beckstein    | 372   | 2.88  |
| Sachsenflur  | 351   | 5.98  |
| Messelhausen | 336   | 8.16  |
| Marbach      | 262   | 1.31  |
| Deubach      | 118   | 6.22  |